# ポリステナ
ポリステナ（イタリア語: Polistena）は、イタリア共和国カラブリア州レッジョ・カラブリア県にある、人口約10,000人の基礎自治体（コムーネ）。

## 地理

### 位置・広がり

#### 隣接コムーネ
隣接するコムーネは以下の通り。
- アノーイア
- チンクエフロンディ
- チッタノーヴァ
- メリクッコ
- サン・ジョルジョ・モルジェート